# Pușcă cu repetiție „Mannlicher”, model 1888
Pușca cu repetiție „Mannlicher”, model 1888/1895 a fost o armă individuală de infanterie de calibrul 8 mm, cu încărcare manuală, aflată în înzestrarea Armatei Austro-Ungare și a altor armate, în perioada Primului Război Mondial și în perioada interbelică. Pușca a fost utilizată și de Armata României, începând cu campania din anul 1916, fiind achiziționate în total un număr de 60.000 de bucăți. :p. 41

## Principii constructive
Pușca Mannlicher era o armă portativă neautomată, destinată tragerii la distanțe medii și mari. Avea țeavă ghintuită, zăvorâtă cu închizător manual. La modelul 1895, închizătorul era rotativ.  Sistemul de alimentare era cu acționare manuală și încărcător tip sector cu 5 cartușe. Evacuarea tuburilor trase se făcea printr-un orificiu din cutia culatei, cu ajutorul unui mecanism extractor cu gheară. 